# Gemeinde Kalvarija
Die Gemeinde Kalvarija (Kalvarijos savivaldybė) ist eine der sogenannten Neuen Selbstverwaltungsgemeinden (Nauja Savivaldybė) in Litauen. Sie umfasst neben der Stadt Kalvarija 172 Dörfer.
Sie ist eingeteilt in vier Amtsbezirke (seniūnijos). Der Amtsbezirk Kalvarija ist Hauptamtsbezirk.

## Einwohner

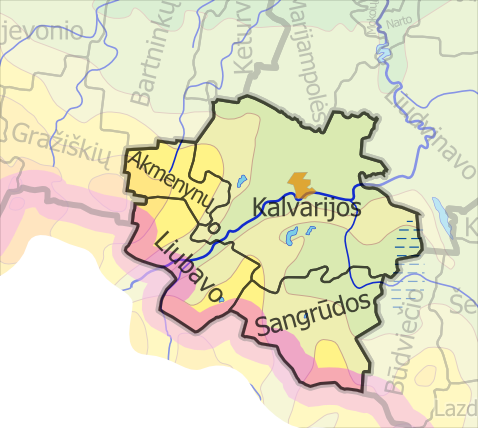
Amtsbezirke der Rajongemeinde Kalvarija

Einwohnerzahlen von 2001:
- Akmenynai – 853
- Kalvarija –  5090
- Jungėnai – 929
- Liubavas – 928
- Sangrūda – 1770